# Maxime Robinet
Maxime Robinet, né le 10 mai 1989  à Charleville-Mézières, est un vidéaste, streameur, réalisateur et acteur français, dont l'activité est essentiellement liée au collectif Globtopus et les chaînes lui étant associé sur YouTube et Twitch, et aux thématiques du jeu vidéo, du jeu de rôle, de la fiction et de l'horreur. 

## Biographie

### Globtopus
Publiant sur le site Jeuxvideo.com à compter du 4 mars 2013, puis sur le site Begeek à compter du 13 janvier 2017 ainsi qu'à son compte sur YouTube, le collectif Globtopus s'est fait connaître par les chroniques Le Fond de l'affaire, Les Perles de Steam ou encore Douze Révélations de Ouf Guedin, tout en multipliant les projets de webséries et tournant autour du jeu vidéo, notamment indépendant,. Sa chaîne YouTube la plus vue est suivie par 80 000 abonnés et a généré 21,6 millions de vues totales au 1er avril 2022.
Le 1er novembre 2016, Globtopus obtient le financement participatif d'une websérie fantastique-horreur, nommée Le Seuil de l’Étrange, à hauteur de 24 386 €.
Sur les différentes plateformes qu'il occupe, Maxime Robinet anime des parties de jeux de rôle horrifiques en actual play, en vidéo ou en audio. Depuis novembre 2019, la chaîne fait de nouveau appel au financement participatif pour financer sa série de jeux de rôle Sombres Machinations.
Sur Twitch, Maxime Robinet présente également des « soirées ciné », exclusivement consacrées à des nanars. Le journaliste Pierre Maugein, du Monde, relève que cette pratique sort du cadre légal, cependant Globtopus explique éviter les productions trop récentes ou lucratives, et n'avoir jamais été inquiété.

### Autres projets
Il prête également sa plume pour le scénario du jeu vidéo StarFlint the Blackhole Prophecy,, de PANTANG Studio, anciennement nommé Stunmason Games.